# マリエ・エンタープライズ
マリエ・エンタープライズ株式会社は、日本の芸能事務所。

## 所属者

### タレント
- 有馬樹里[1]
- 市場法子
- 奥崎優奈
- 金馬貴之
- 祭美和
- 澤野泰誠
- 忍田蒼
- 高井智加
- 永井美香[1]
- 福山剛史
- 古澤弘幸
- 堀尾梨奈
- 松浦達也
- 瑞穂友梨
- 三宅亜矢子
- 山崎昌也
- 山田亜耶
- 貴瀬雄二

### 文化人
- 神谷朱里
- 北野貴子
- 鈴木美奈

### ナレーター
※は業務提携
- 岡本未来※
- 片浦寛子※
- 上川織惠
- 上木実花子
- 清原愛
- 小柴大始※
- 斉藤康史※
- 柴田創一郎
- 長良真里
- 埴岡由紀子
- 誠
- 谷内友美※

## 過去の所属者
- 市川みき
- 佐藤瀬奈
- 滝川綾
- 根本明宏
- 山崎晃太

## 運営スタジオ
- Studio511
- フォトStudio